# Team Seattle
The Heart of Racing Team (aussi appelé The Heart of Racing ou simplement Heart of Racing) est une écurie de sport automobile américaine et une association caritative fondée en 2014 par le pilote automobile britannique Ian James, l'homme d'affaires américain Gabe Newell et le développeur américain Yahn Bernier et qui succède à Team Seattle fondée en 1997 par le pilote américain Don Kitch Jr. L'écurie engage actuellement, sous le nom Heart of Racing Team, des voitures de Grand tourisme en catégorie GTD dans le WeatherTech SportsCar Championship et en catégorie LMGT3 dans le Championnat du monde d'endurance FIA.

## Histoire

### Team Seattle
Team Seattle a fait ses débuts aux 24 Heures de Daytona 1997, avec une Porsche de l'équipe Alex Job Racing, avant de s'étendre à deux voitures en 1998. L'effort de deux voitures a été renforcé en 1999 par l'ajout des pilotes professionnels Kelly Collins, Anthony Lazzaro et  Cort Wagner qui a mené l'une des deux Porsche Alex Job soutenues par Team Seattle à la victoire dans sa catégorie. En 2000, l'écurie a entamé un partenariat avec The Racer's Group, une autre équipe Porsche, avant de passer à la catégorie GTS en 2002 avec la Saleen de Park Place Racing.
L'écurie a ensuite fait sa première entrée dans la catégorie des prototypes sportifs en rejoignant Essex Racing en 2003, où elle a terminé première et deuxième de sa catégorie sur une Lola-Nissan. Essex Racing est passé à Multimatic-Ford en 2004, mais n'a pas été en mesure de répéter son succès dans la nouvelle catégorie Daytona Prototype (en). L'équipe est revenue chez Porsche dans les catégories inférieures en 2005 avec un effort sur deux voitures avec Synergy Racing, rejoint par le soutien de l'entreprise Microsoft en 2006. L'écurie a conclu un autre partenariat en 2008, rejoignant Farnbacher-Loles Racing.
Team Seattle a annoncé un partenariat avec l'équipe de course italienne AF Corse pour postuler à une inscription aux 24 Heures du Mans 2009, non seulement pour collecter des fonds pour le Seattle Children's, mais également pour l'association française Mécénat Chirurgie cardiaque. Bien qu'ayant initialement obtenu une inscription de réserve, l'écurie a obtenu une inscription complète le 31 mars 2009, à la suite du retrait d'un autre concurrent. Team Seattle a utilisé une Ferrari F430 GT2 de l'équipe Advanced Engineering d'AF Corse. Le fondateur Don Kitch, Jr. et le pilote de course Joe Foster ont été rejoints par l'acteur Patrick Dempsey, un concurrent régulier de la Rolex Sports Car Series.
Les engagements envers l'équipe ont été augmentés non seulement par le total des tours de la voiture, mais également en permettant des dons en échange de photos personnelles à ajouter à la peinture de la voiture. L'équipe espérait récolter 1 million de dollars lors de l'événement.

### The Heart of Racing
Le nom "The Heart of Racing" était initialement une campagne lancée par Team Seattle en 1997, dans le cadre de laquelle, lors de courses, ils soutenaient le Seattle Children Hospital à Seattle, dans l'État de Washington. Cette campagne s'est depuis poursuivie au-delà de la création de l'équipe de course. Ian James, un ancien membre de Team Seattle, a créé l'équipe de course sous le même nom que la campagne, dans laquelle l'équipe s'associe à Team Seattle et Alex Job Racing et dispute trois saisons de l'IMSA SportsCar Championship jusqu'en 2016.
La première victoire de Heart of Racing arrive au Sports Car Classic 2021 avec Roman De Angelis et Ross Gunn, après que CarBahn with Peregrine Racing n'ait pas réussi à respecter l'exigence de ravitaillement de 40 secondes dans le règlement, les disqualifiant ainsi. De Angelis et Gunn gagne à nouveau lors du Northeast Grand Prix. Ian James rejoint le duo pour le Petit Le Mans, où ils s'imposent une nouvelle fois dans la catégorie GTD. La voiture n°23 a finalement conclu la saison 2021 à la 3e place du classement GTD. Heart of Racing a aussi couru dans la GT4 America Series 2021, en compétition dans une Aston Martin Vantage AMR GT4 avec Gray, le fils de Ian James et Gabe Newell. James et Gray Newell ont terminé l'année 13e en Pro-Am, remportant une victoire dans la deuxième course de la manche de Watkins Glen. Dans la GT4 America Series 2023, De Angelis et Newell ont terminé la saison 4e dans la classe Pro-Am, et Hannah Grisham et Rianna O'Meara-Hunt ont terminé 6e dans la classe Am. Riberas et Kelly ont également remporté le championnat North Island Enduro Series 2021 en Nouvelle-Zélande.
L’équipe a inscrit une deuxième Aston Martin n°23 dans la classe GTD Pro pour la saison 2022, avec Riberas et Gunn pour toute la saison. De Angelis est aligné sur la n°27 GTD pour toute la saison. James, Turner, Maxime Martin et Tom Gamble ont également participé aux côtés de l'équipe à des épreuves sélectionnées pour les entrées GTD et GTD Pro. Les deux équipages s'imposent chacuns à deux reprises, avec notamment un doublé lors des 6 Heures de Watkins Glen 2022. La voiture n°23 termine 4e au classement GTD Pro, tandis que la voiture n°27 et De Angelis remportent eux le championnat GTD.
L'équipe a également contribué au développement de l'Aston Martin Vantage de Darren Kelly, qui a fait ses débuts lors de la saison de Formule Drift 2022. La Vantage était propulsée par un V12 de 6,0 litres à double suralimentation provenant d'Aston Martin et utilisait des composants des versions de course GT3 et GT4 de la Vantage.

## Pilotes
- Roman De Angelis (en) (2020-2021)
- Mario Farnbacher (2016)
- Ross Gunn (2021)
- Wolf Henzler (2016)
- Ian James (2016, 2020-2021)
- Alex Riberas (2016, 2020-2021)
- Nicki Thiim (2020)
- Darren Turner (2021)